# حارة العقال (المحفد)

تعديل مصدري - تعديل

العقال هي إحدى حارات حي 5 أكتوبر بمدينة المحفد التابعة لمحافظة أبين، بلغ تعداد سكانها 40 نسمة حسب تعداد اليمن لعام 2004.